# اینسا آرمان
اینِسا فیودوروونا آرمان (به فرانسوی: Inessa Armand) (متولد ۸ مه ۱۸۷۴–۲۴ سپتامبر ۱۹۲۰) سیاست‌مدار کمونیست فرانسوی-روسی، عضو بلشویک‌ها و فمینیست بود که بیشتر زندگی خود را در روسیه گذراند.
آرمان به عنوان شخصیت مهمی در جنبش کمونیستی پیش از انقلاب روسیه و روزهای آغازین کمونیسم بود، که مدت طولانی فراموش شده بود. (به دلیل سانسور عمدی استالینیستی و تا حدودی در نظر گرفتن رابطه او با لنین)

## فعالیت
در سال‌های اخیر، از وی به عنوان معشوقه لنین نام برده می‌شود.
او نقش مهمی در انقلاب کمونیستی شوروی داشت و یکی از معدود معتمدان لنین بود.
اینسا در پاریس با لنین و همسرش، نادیا آشنا و مجذوب عقاید و کاریزمای لنین شد.
نامه‌ها و مکاتبات وی با لنین حکایت از رابطه عاطفی این دو دارد، و همین باعث شد تا نقش سیاسی وی در حاشیه قرار گرفته و تا سال‌ها مورد غفلت واقع شود. استالین، به‌طور خاص، سعی در پاک کردن نقش او در انقلاب شوروی داشت.
او دست راست لنین بود و مسئولیت‌های مهمی بر عهده داشت و به خاطر لنین به زندان افتاد.
جالب این که نادیا هم از نقش پررنگ و حضور اینسا در زندگی لنین، ابراز خوشحالی و رضایت می‌کرده.

## مرگ

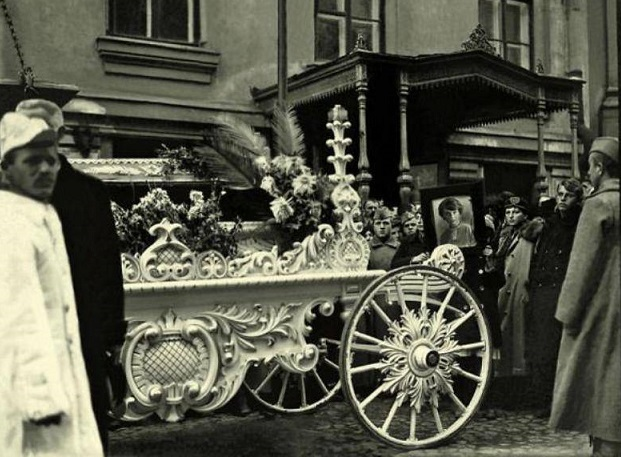
مراسم تشییع جنازه اینسا آرمان در مسکو

وی در ۴۶ سالگی و در اوایل انقلاب شوروی بر اثر بیماری درگذشت و اولین زنی بود که با مراسم و احترام ویژه در میدان سرخ مسکو دفن شد.